# Albert Deß
Albert Deß (ur. 17 kwietnia 1947 w Berngau) – niemiecki polityk i rolnik, były deputowany do Bundestagu, poseł do Parlamentu Europejskiego VI, VII i VIII kadencji.

## Życiorys
W 1966 ukończył szkołę rolniczą, w 1979 uzyskał kwalifikacje mistrzowskie w rolnictwie. Prowadził własne gospodarstwo rolne, kierował też spółdzielnią rolniczą, a także zajmował się organizowaniem szkoleń zawodowych.
W latach 70. wstąpił do Unii Chrześcijańsko-Społecznej w Bawarii, w 1984 został przewodniczącym lokalnych struktur CSU. Był wiceprzewodniczącym i następnie przewodniczącym działającej przy tej partii regionalnej organizacji rolniczej. W 1997 wszedł w skład zarządu federalnego Unii Chrześcijańsko-Społecznej.
Pełnił funkcję radnego gminy Berngau (od 1972 do 1996), a od 1984 sprawował jednocześnie urząd burmistrza. W latach 1990–2004 był posłem do Bundestagu, od 1997 zasiadał w prezydium frakcji CDU/CSU.
W 2004 po raz pierwszy uzyskał mandat deputowanego do Parlamentu Europejskiego. W VI kadencji PE pracował w Komisji Rolnictwa i Rozwoju Wsi, zasiadał w grupie EPP-ED. W wyborach w 2009 i 2014 skutecznie ubiegał się o reelekcję.
Odznaczony Krzyżem Zasługi na Wstędze.